# 충청남도교육청과학교육원
충청남도교육청과학교육원(忠淸南道敎育廳科學敎育院)은 지방교육자치에 관한 법률 제32조에 따라 과학·영재교육의 활성화를 위한 사업과 학생교육, 교원연수, 연구활동 등을 지원하고 시민생활의 과학화와 국가 산업의 발전에 기여하기 위하여 충청남도교육청 산하에 설치된 소속기관이다.